# Alberto della Valle
Alberto della Valle (1851-1928) est un dessinateur, illustrateur et photographe italien d'origine napolitaine.

## Carrière

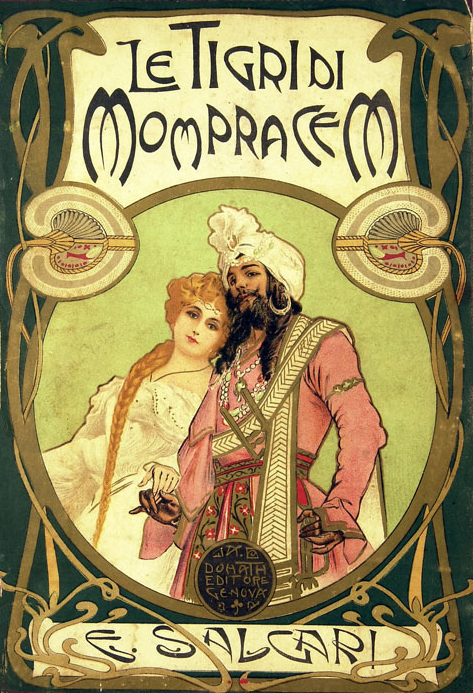
Couverture stile Liberty signée Della Valle pour Le Tigri de Mompracem (1ère édition, Donath Editore, Gênes, 1900).

Né à Naples, fils d'un colonel de l'armée bourbonienne, Alberto della Valle renonce à la carrière militaire pour se consacrer à la peinture et au dessin, initié par son beau-frère, le peintre Edoardo Matania. Ce dernier le présente à l'éditeur milanais Emilio Treves (it) (1834-1916), qui le fait travailler dès 1880 pour L'Illustrazione Italiana, sans doute à partir de clichés. 
Ensuite, il s'installe à Gênes et se fait surtout connaître du grand public en devenant l'illustrateur de plus de 21 romans d'aventures d'Emilio Salgari, romans vendus à plusieurs centaines de milliers d'exemplaires dans l'Italie de la fin du XIXe siècle, puis dans toute l'Europe. Il est d'abord employé par l'éditeur génois Alberto Donath, puis à partir de 1907, par Bemporad à Florence. Della Valle venait en renfort du dessinateur Giuseppe Garuti (connu sous le nom de Pipein Gamba). Associé à Gamba et Gennaro d'Amato, il forme un trio de dessinateurs travaillant presque exclusivement pour Salgari.
Pour ses compositions de couverture, il pratique la photographie, art dans lequel il se met parfois en scène et donnant prétexte à des décors exotiques ; il règle la scénographie avec Salgari et les enfants de celui-ci, dans des situations parfois cocasses.
Il avait épousé l'héritière d'une chaîne d'hôtel, Maria Cobianchi, avant 1900, et rentre à Naples avec elle, mais celle-ci meurt en 1909, d'une douloureuse maladie. L'artiste s'était installé via Medina, il déménage dans le Vomero, via Kerbaker et renoue avec la famille d'Eduardo Matania. Avec ses neveux, dont Fortunino Matania, il recommence à se mettre en scène pour préparer ses couvertures ou illustrations et qu'il photographie puis dessine. Il est possible que le visage de Sandokan emprunte à l'un de ses proches,,. 
De nombreux périodiques reproduisent ses illustrations, tels La Domenica dei Fanciulli, La via azzurra, Il giornale illustrato dei viaggi, La Domenica illustrata, Il mattino Illustrato...
 L'éditeur napolitain Ettore Ragozino, installé 
galerie Umberto, diffuse, à partir de 1900, plusieurs séries de cartes postales, d'après des aquarelles, représentant des types napolitains, des costumes traditionnels ou des petits métiers napolitains. À la même époque Armanino à Gênes édite une série à fenêtres de style nouille.
Le soir de Noël, le 24 décembre 1928, Della Valle se suicide d'une balle dans la tête, à Naples. Il ne s'était pas remarié.

### Galerie (Cartes postales)

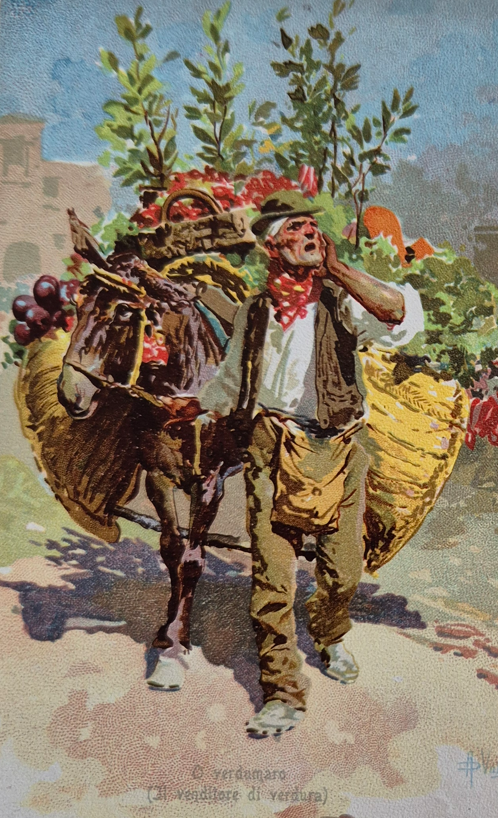
Marchand de légumes
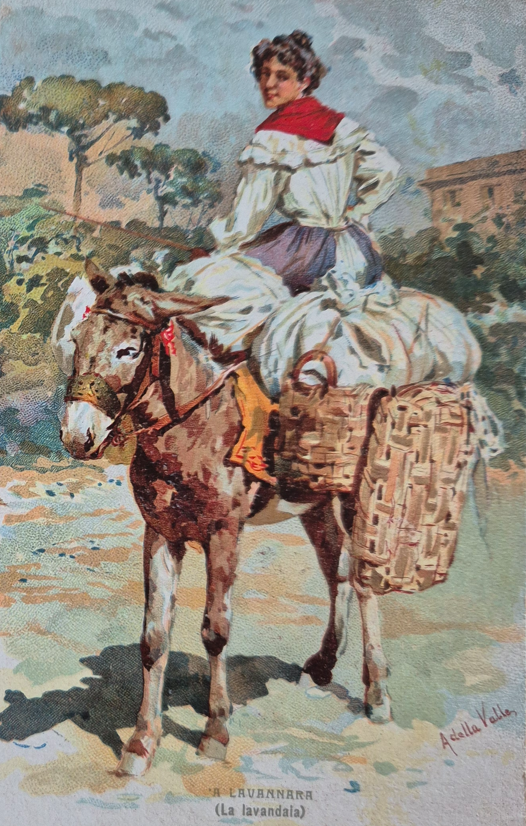
Lavandière
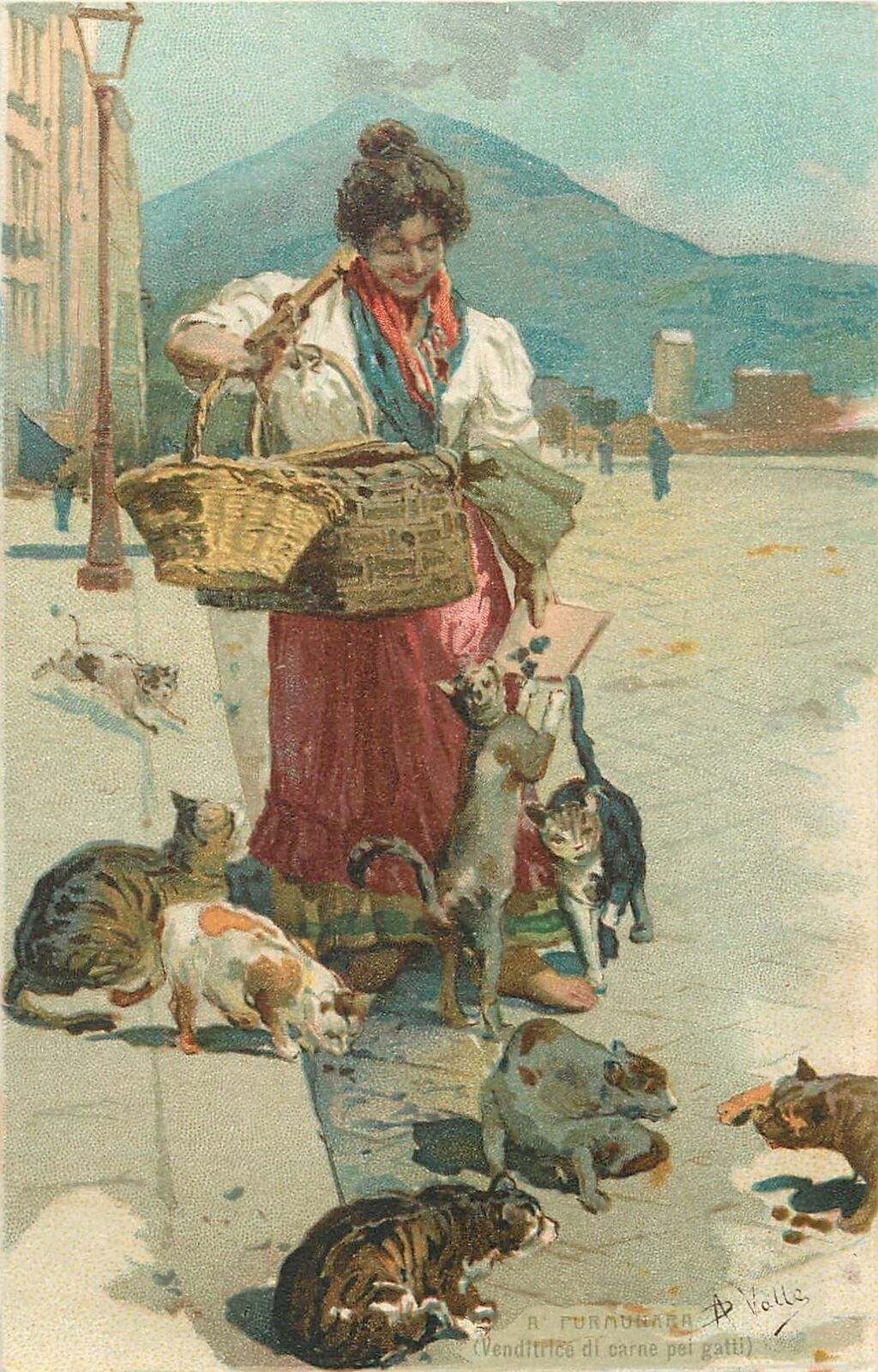
Vendeuse de viande pour chats
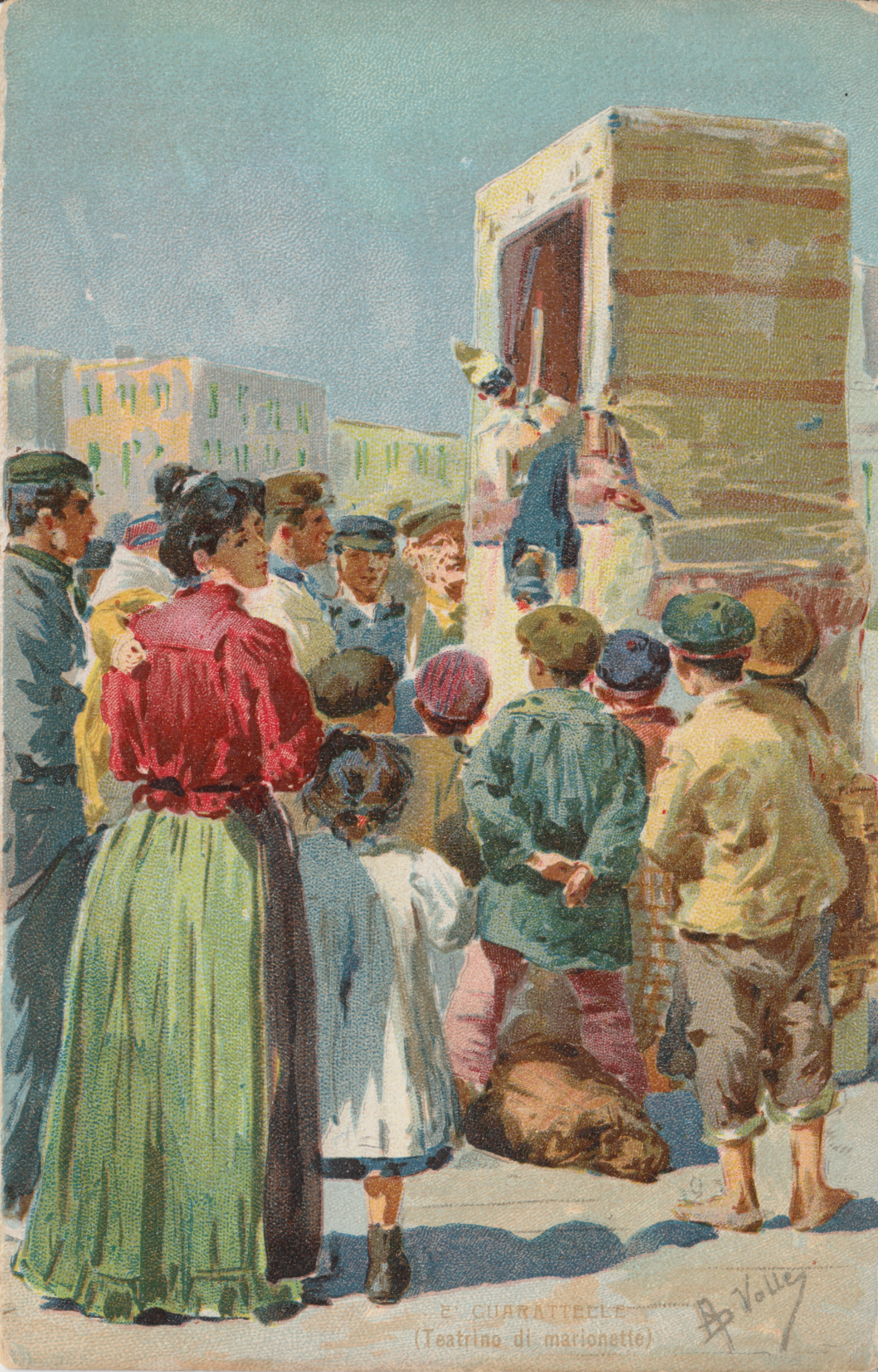
Théâtre de marionnettes
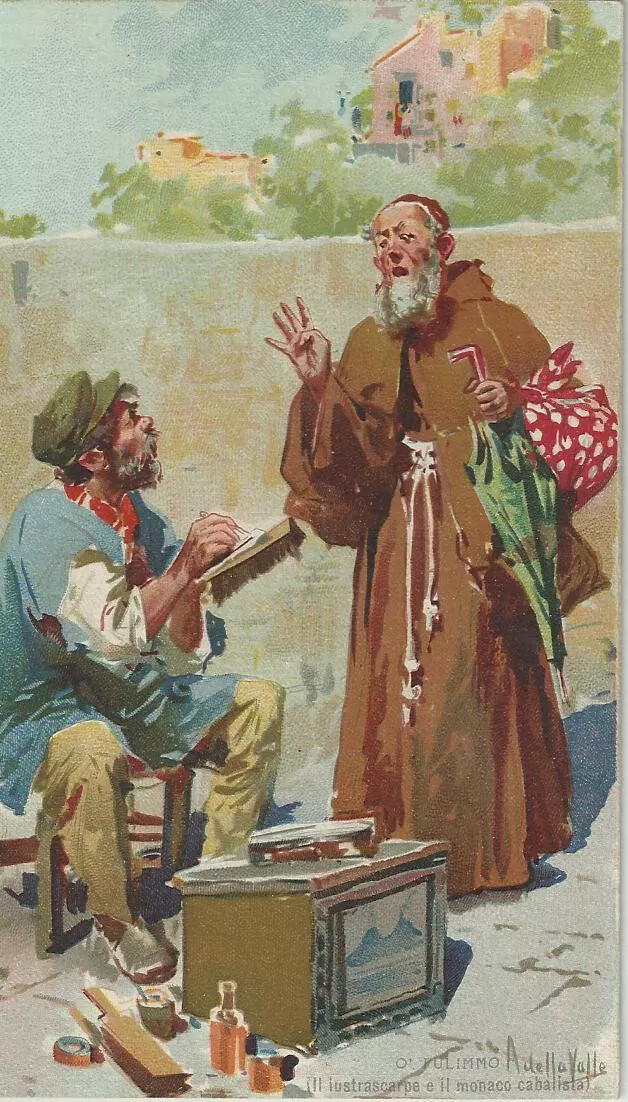
Cireur de chaussures
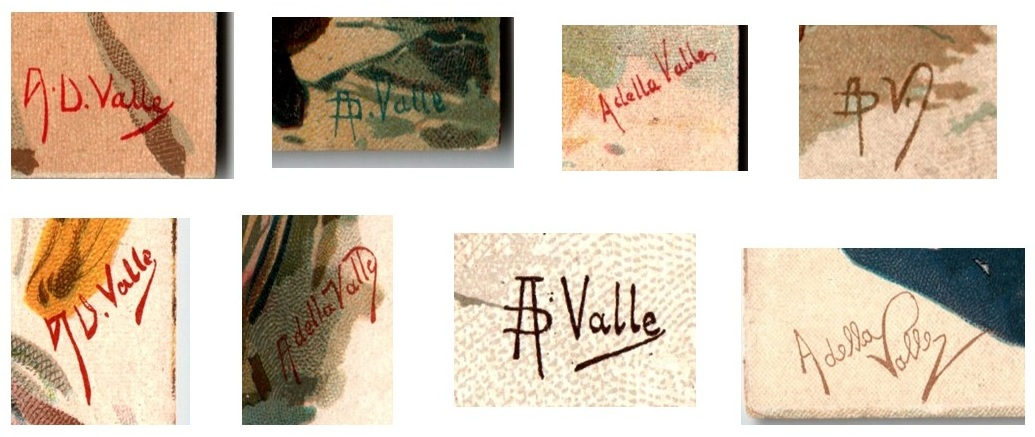
Signatures